# Culfa
Culfa (ook geschreven als Julfa) is een stad in Azerbeidzjan en is de hoofdplaats van het district Culfa.
De stad telt 12.500 inwoners (01-01-2012).

## Begraafplaats

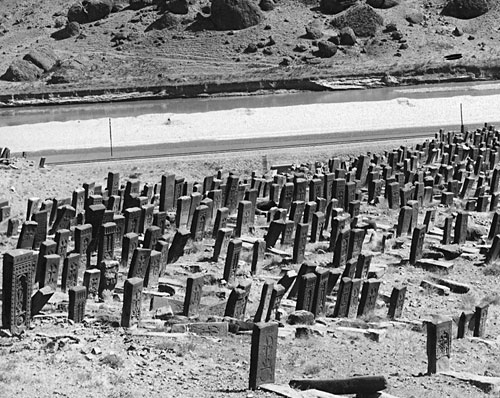
De begraafplaats in 1915

Culfa was bekend om zijn grote Armeense begraafplaats. Alexandre de Rhodes telde bij zijn bezoek aan de stad in 1648 ruim 10.000 stenen, zogeheten chatsjkars. In het begin van de 20e eeuw moest een deel van de begraafplaats plaats maken voor een spoorweg. Tussen 1996 en 2005 zijn de overblijvende chatsjkars door de Azerbeidzjanen vernield en is de begraafplaats met de grond gelijk gemaakt.